# Meioneta metropolis
Meioneta metropolis är en spindelart som beskrevs av Anthony Russell-Smith och Rudy Jocqué 1986. Meioneta metropolis ingår i släktet Meioneta och familjen täckvävarspindlar.
Artens utbredningsområde är Kenya. Inga underarter finns listade i Catalogue of Life.